# Helichus gibbicollis
Helichus gibbicollis is een keversoort uit de familie ruighaarkevers (Dryopidae). De wetenschappelijke naam van de soort werd in 1939 gepubliceerd door Howard Everest Hinton.